# Mafalda Drummond
Helena Mafalda Correia Marques Drummond, (17 de Julho de 1957), é uma actriz portuguesa.

## Vida Profissional
Estreou-se em 1974, integrando o elenco da peça "Godspell", ao lado de nomes como Rita Ribeiro, Vera Mónica e Carlos Quintas. 
Em 1975 faz parte do elenco da revista "Uma no Cravo Outra na Ditadura", no Teatro Maria Vitória, ao lado de Ivone Silva, Nicolau Breyner, Herman José, José de Castro, entre outros.
Participa no Festival da Canção de 1977, ao lado de Joel Branco, com a canção "Rita Rita Limão".
Regressa à revista em 1978 com "Aldeia da Roupa Suja", ao lado de Ivone Silva, Nicolau Breyner... no Teatro Variedades. 
Integra o elenco da opereta "Invasão" no Teatro da Trindade, em 1980, segue-se "A Gravata" em 1981.
Faz parte do elenco de várias novelas, séries e peças de teatro para televisão, tendo trabalhado bastante com Nicolau Breyner.
Nos anos 90 ruma à Guiné, interrompendo a carreira, volta poucos anos depois e integra o elenco de Médico de Família, Ajuste de Contas, Con(s)certos na Cave.
Faz televisão e teatro, porém fica desempregada.
Regressa em 2010 com "Piaf", de Filipe La Féria.
Regressa novamente em 2017 na nova versão do musical "Amália", de Filipe La Féria.

## Televisão
| Ano       | Projeto                             | Personagem         | Canal | Notas                       |
| --------- | ----------------------------------- | ------------------ | ----- | --------------------------- |
| 1980/1981 | Eu Show Nico                        | Várias Personagens | RTP   | elenco principal            |
| 1982      | Vila Faia                           | Rita Xavier        | RTP   | elenco principal            |
| 1983      | Origens                             | Rosário            | RTP   | elenco principal            |
| 1983      | Era Uma Vez 83                      | Guizeth Chavalla   | RTP   | especial de fim de ano 1983 |
| 1986      | O Pato                              |                    | RTP   | elenco principal            |
| 1987/1988 | Eu Show Nico                        | Várias Personagens | RTP   | elenco principal            |
| 1989      | O Milagre em Casa dos Lopes         |                    | RTP   | teatro televisivo           |
| 1990      | O Posto                             | Rosa               | RTP   | elenco principal            |
| 1990      | O Cacilheiro do Amor                |                    | RTP   | [ 1 ]                       |
| 1990      | Euronico                            | Várias Personagens | RTP   | elenco principal            |
| 1992      | Comédia das Verdades e das Mentiras |                    | RTP   | teatro televisivo           |
| 1992-1993 | Cinzas                              | Leonor             | RTP   | elenco principal            |
| 1999      | Médico de Família                   | Rita               | SIC   | elenco adicional            |
| 1999      | Con(s)certos na Cave                | Maria Antónia      | RTP   | elenco principal            |
| 2000      | Crianças S.O.S                      |                    | TVI   | actriz convidada            |
| 2000-2001 | Ajuste de Contas                    | Emília             | RTP   | elenco principal            |
| 2001      | Super Pai                           | Rosália            | TVI   |                             |
| 2002      | O Bairro da Fonte                   |                    | SIC   | elenco adicional            |
| 2002-2003 | O Olhar da Serpente                 | Micas              | SIC   | elenco principal            |
| 2005      | Morangos com Açúcar                 | Jane               | TVI   | pequena participação        |
| 2005      | Amália                              |                    | RTP   | teatro televisivo           |
| 2006      | Camilo em Sarilhos                  |                    | SIC   |                             |
| 2010      | Piaf                                | Madeleine          | RTP   | teatro televisivo           |

## Teatro
- Godspell - 1974 no Teatro Villaret.
- Uma no Cravo Outra na Ditadura - 1975 no Teatro Maria Vitória.
- Vamos Trocar de Mulheres - 1977 no Teatro Sá da Bandeira.
- Que Grande Bronca! - 1979 no Teatro Laura Alves[3]
- Invasão - 1980 no Teatro da Trindade.
- A Gravata - 1981 no Teatro Monumental.
- Marlene - 2005
- Amália - 2005 no Teatro Politeama, (emitida na RTP) .
- Piaf - 2010[1] no Teatro Politeama, (emitida na RTP).
- Amália - 2017 no Teatro Politeama